# Europa Universalis: Roma
Europa Universalis: Roma de Paradox Interactive es un juego de Gran Estrategia lanzado al mercado en el año 2008 dentro de la serie de juegos Europa Universalis. Fue precisamente el 4.º juego que saca su desarrolladora y el segundo en usar el motor Clausewitz.

## Juego
Europa Universalis: Roma como su nombre indica, trata de la antigua roma, más específicamente abarca buena parte del periodo republicano de roma, iniciando en el año 280 a. C. con las guerras pírricas y culminando su travesía con el nacimiento del próspero imperio romano en el año 27 a. C. Como es común en los juegos de Paradox hay completa libertad en la elección de una entre 53 facciones distintas cada una representando alguna las principales civilizaciones de esa época, siendo la griega, egipcia, celta y, obviamente, la romana o latina, dentro de estas unas 10 culturas distintas.

### Expansión Vae Victis
La primera, única y última expansión de Europa Universalis: Roma que sacó Paradox, aunque se presumía que sacarían una segunda expansión basada en Alejandro Magno, pero esa idea no llegó a buen puerto. Esta expansión se concentra enormemente en las relaciones entre personajes y organizaciones sociales, teniendo que lidiar con reclamos de distintas provincias, un senado mucho mejor y más relevante, nuevas decisiones contra la piratería además de otras mejoras menores como en la IA militar y en la interfaz.